# Neus Carbonell i Camós
Neus Carbonell i Camós   (Barcelona, 1965) és una escriptora, assagista, psicoanalista i professora universitària catalana. És llicenciada en Filologia Catalana per la Universitat de Barcelona (1988), doctora en Literatura Comparada per la Universitat d'Indiana (EUA, 1992) i llicenciada en Psicologia per la Universitat Oberta de Catalunya. També és investigadora del Centre Dona i Literatura. Forma part del consell de redacció de la revista Lectora. Revista de Dones i Textualitat. Ha publicat un estudi crític sobre La plaça del Diamant (Empúries, 1994), un manual de literatura comparada (1998), coeditat una antologia de textos de crítica feminista (1998), la novel·la Alguna cosa més que tu, guanyadora del Premi Valldaura de 1998, La dona que no existeix. De la Il·lustració a la Globalització (UB, 2003) i Cultura i subjectivitat (Editorial UOC, 2013), entre d'altres. Forma part de l'equip clínic del Centre L'Alba. Ha publicat articles sobre literatura comparada, teoria de la traducció i teoria feminista en revistes especialitzades. Ha estat professora a la Facultat de Ciències Humanes, Traducció i Documentació de la Universitat de Vic i a la Universitat Oberta de Catalunya.